# Delaf
Delaf, de son véritable nom Marc Delafontaine (né le 9 octobre 1973 à Sherbrooke, province de Québec au Canada) est un auteur, dessinateur et scénariste de bande dessinée québécois. 

## Biographie

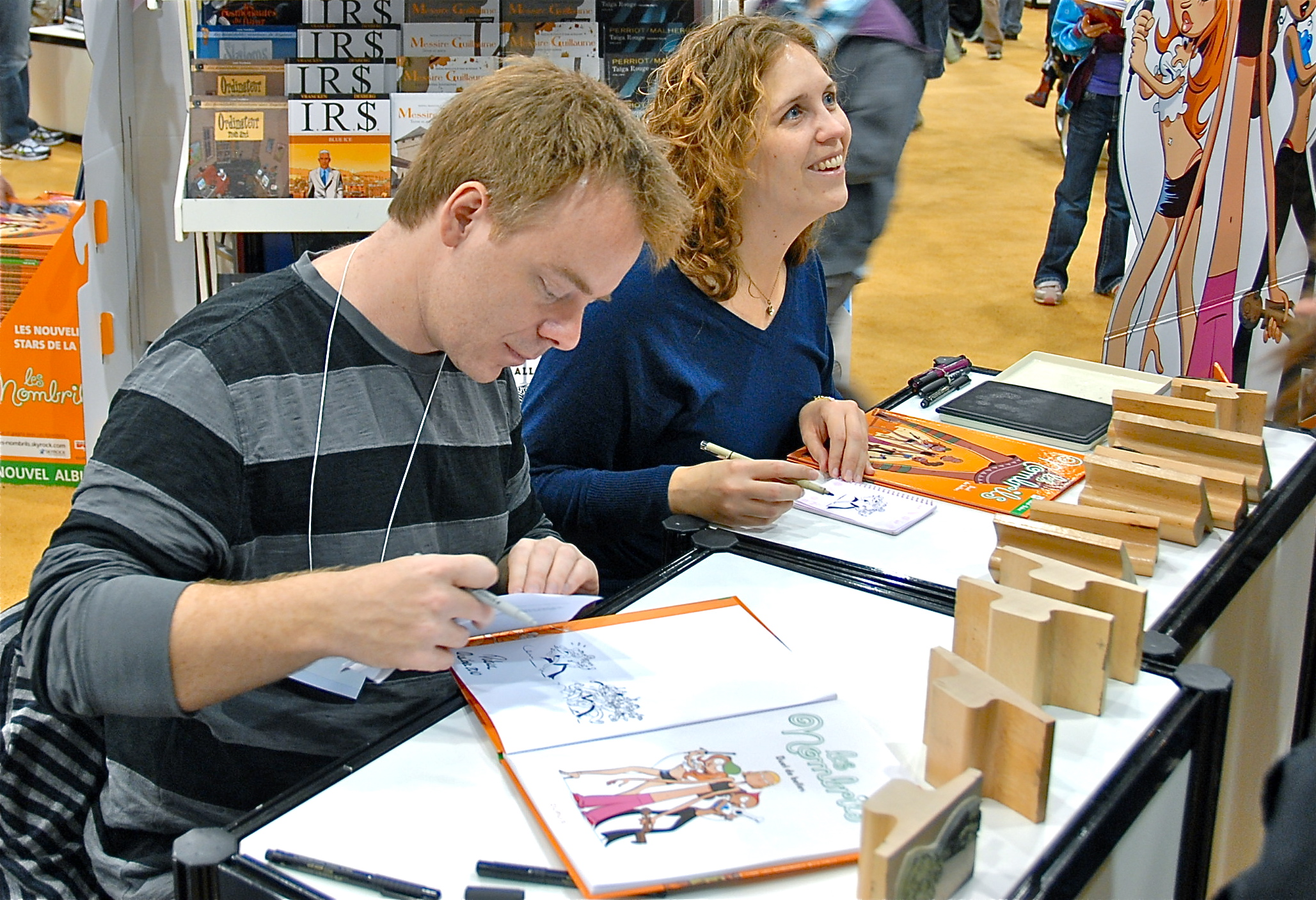
Delaf et Dubuc, en séance de dessins-autographes au Salon international du livre de Québec de 2010

Né en 1973 au Québec, Marc Delafontaine illustre dans un premier temps des brochures pour l'enseignement du français, en langue seconde. Il travaille aussi dans le domaine de l'animation en tant que maquettiste et storyboarder. Puis il s'oriente successivement vers le dessin animé, l'illustration jeunesse et la bande dessinée.
En 2004, avec sa compagne scénariste Maryse Dubuc, il crée la série Les Nombrils, publiée dans les pages du magazine québécois Safarir avant de figurer dans le magazine belge Spirou. Cette série est également éditée en albums chez Dupuis. C'est un succès. La série est prolongée à partir de 2017 par Les Vacheries des Nombrils,,. 

### Reprise contestée des aventures de Gaston Lagaffe
En marge du Festival d'Angoulême 2022, les éditions Dupuis annoncent la reprise des aventures de Gaston Lagaffe par Delaf. Un nouvel album tiré à 1,2 million d’exemplaires est prévu pour octobre 2022.
Bien qu'André Franquin, le créateur de Gaston, ait cédé en 1992 tous les droits associés au personnage à la société Marsu Productions, droits que Dupuis, aujourd'hui détentrice de cette dernière, a rachetés en 2013, Isabelle Franquin, la fille et ayant droit d’André Franquin, saisit  en mars 2022 le juge des référés du tribunal de première instance de Bruxelles pour s'opposer à la diffusion, la prépublication et la promotion de cette reprise qu'elle considère comme un plagiat, décidée à faire usage du droit moral qu'elle détient sur l'œuvre de son père.
Nouvel épisode des diverses affaires initiées par des ayants droit de dessinateurs, cette opération éditoriale à 10 millions d'euros connaît un nouveau développement quand le 6 avril 2022 paraît néanmoins en dernière page de Spirou une première planche du nouvel album de Gaston par Delaf, cette prépublication amplifiant encore l'imbroglio juridique.

## Publications

### Séries de bande dessinée

#### Les Nombrils, scénario de Dubuc, Éditions Dupuis
1. Pour qui tu te prends ?, 2006.
2. Sale temps pour les moches, 2007.
3. Les liens de l'amitié, 2008.
4. Duel de belles, 2009.
5. Un couple d'enfer, 2011.
6. Un été trop mortel !, 2013.
7. Un bonheur presque parfait, 2015.
8. Ex, drague et rock'n'roll !, 2018.

Également dans le même univers, Les Vacheries des Nombrils, scénario de Dubuc, Éditions Dupuis
1. Vachement copines !, 2017.
2. Une fille en or, 2019

#### Gaston Lagaffe, Éditions Dupuis
1. 22 Le retour de Lagaffe, 2023.

### Contributions
- 2005 : Le Guide junior pour bien élever les parents, avec Goupil et Douyé, éditions Vents d'Ouest, collection Le guide junior  (ISBN 2749302137).
- 2013 : La Galerie des illustres, Dupuis édition, recueil de BD collectif édité à l’occasion des 75 ans du journal Spirou[10],[11].
- 2017 : La Galerie des gaffes, Dupuis éditions, recueil de BD collectif publié à l'occasion des 60 ans de la série Gaston[12],[13].